# Jorge Medina Estévez
Jorge Arturo Augustin kardinál Medina Estévez (23. prosince 1926 Santiago de Chile – 3. října 2021, tamtéž) byl chilský římskokatolický biskup, vysoký úředník římské kurie, kardinál.

## Život
Kněžské svěcení přijal 12. června 1954. Studoval na Katolické univerzitě v Santiago de Chile, získal doktoráty z teologie a kanonického práva. V arcidiecézi Santiago de Chile plnil řadu funkcí – byl soudcem arcidiecézního tribunálu, kanovníkem katedrální kapituly, jako konzultant spolupracoval s vatikánskými institucemi.
V prosinci 1984 byl jmenován pomocným biskupem diecéze Rancagua, biskupské svěcení mu udělil papež sv. Jan Pavel II. 6. ledna 1985. V listopadu 1987 se stal sídelním biskupem diecéze Rancagua, od dubna 1993 byl ordinářem diecéze Valparaiso. O tři roky později rezignoval na vedení diecéze a přešel pracovat do římské kurie. Byl jmenován osobním arcibiskupem a pro-prefektem Kongregace pro bohoslužbu a svátosti.
Při konzistoři 21. února 1998 ho sv. Jan Pavel II. jmenoval kardinálem. Současně s tímto jmenováním se stal plnoprávným prefektem zmíněné kongregace. Po dovršení kanonického věku na tuto funkci rezignoval v říjnu 2002. Od února 2005 do února 2007 vykonával funkci kardinála-protojáhna. Z tohoto titulu v dubnu 2005 oznámil světu zvolení nového papeže Benedikta XVI.